# FFG-819 경남
경남함은 해군이 운용 중인 1500톤급 호위함(FF)과 1000톤급 초계함(PCC)을 대체하기 위해 2021년 6월 21일 진수하게 되었다. 길이 122m, 폭 14m 규모에 최고속력은 30노트(시속 55.5㎞)다. 5인치 함포와 함대함유도탄,
전술함대지유도탄, 근접방어무기체계등을 갖췄으며, 해상작전헬기 1대를 운용할 수 있다. 추진 체계는 가스터빈과 추진전동기를 사용하는 하이브리드 체계가 탑재됐다.
경남함은 최상의 대지·대잠수함 작전 능력을 갖춘 최신예 전투함으로 해역 함대의 전투력 향상뿐만 아니라 합동작전 수행능력 강화에도 큰 역할을 할 것이라는 게 해군 측 설명이다.
경남함은 지난 2016년 10월 방위사업청이 대우조선해양과 체결한 건조 계약에 따라 2018년 2월 착공됐다.
해군작전사령부는 2021년 1월 4일 경남 진해 군항에서 해군의 울산급 2단계 사업(Batch-Ⅱ) 2번함인 경남함(FFG-Ⅱ, 2800톤급)의 취역식을 진행했다.